# Cantón de Villebrumier
El cantón de Villebrumier era una división administrativa francesa, que estaba situada en el departamento de Tarn y Garona y la región de Mediodía-Pirineos.

## Composición
El cantón estaba formado por seis comunas:
- Corbarieu
- Reyniès
- Saint-Nauphary
- Varennes
- Verlhac-Tescou
- Villebrumier

## Supresión del cantón de Villebrumier
En aplicación del Decreto nº 2014-273 de 27 de febrero de 2014, el cantón de Villebrumier fue suprimido el 22 de marzo de 2015 y sus 6 comunas pasaron a formar parte del nuevo cantón de Tarn-Tescou-Quercy Verde.